# Souastre
Souastre é uma comuna francesa na região administrativa de Altos da França, no departamento de Pas-de-Calais. Estende-se por uma área de 7,24 km². Em 2010 a comuna tinha 379 habitantes (densidade: 52,3 hab./km²).